# Cyrtonops simplicipes
Cyrtonops simplicipes är en skalbaggsart som beskrevs av Holzschuh 1991. Cyrtonops simplicipes ingår i släktet Cyrtonops och familjen långhorningar. Inga underarter finns listade i Catalogue of Life.